# Moquiniella
Moquiniella é um género botânico pertencente à família Loranthaceae.

## Espécies
- Moquiniella rubra